# Andronik I. Komnen
Andronik I. Komnen (grško starogrško Ανδρόνικος Α’ Κομνηνός, [Andronikos I Komnēnos]), bizantinski cesar, * okrog 1118, † 12. september 1185, Konstantinopel, Bizantinsko cesarstvo
Bil je sin plemiča Izaka Komnena in po očetovi strani vnuk cesarja Alekseja I. Komnena in Irene Dukas; vladal je med letoma 1183 in 1185.

## Življenjepis

### Mladost
Andronik Komnen je bil rojen na začetku 12. stoletja, verjetno leta 1118. Narava ga je obdarila z bistrim umom in prijetnim izgledom. Bil je postaven in zgovoren, toda razuzdan, obenem pa delaven, vztrajen, pogumen ter sposoben general in politik.
V Andronikovi mladosti sta se menjavala zabava in vojaška služba. Leta 1141 so ga ujeli Seldžuki in ga imeli v ujetništvu leto dni. Ko so zanj plačali odkupnino, se je vrnil v Bizanc, kjer je vladal njegov bratranec Manuel I. Komnen. Na dvoru je očaral njegovo nečakinjo, princeso Evdoksijo, ki je postala njegova ljubica. 
Leta 1152 je bil imenovan za guvernerje province Kilikije in skupaj z Evdoksijo sta odšla tja. Ko je njegov načrt, da bi osvojil Mopsuestijo, spodletel, se je vrnil v Bizanc, kjer je bil ponovno imenovan za poveljnika province. Njegovo drugo imenovanje očitno ni trajalo prav dolgo, saj se je kmalu spet pojavil v Bizancu in komaj ušel smrti v napadu Evdoksijinih bratov.
Leta 1153 je sodeloval v zaroti proti cesarju Manuelu I.. Zaroto so odkrili, zato so Andronika vrgli v ječo, v kateri je preživel dvanajst let. V tem času je nekajkrat poskusil pobegniti, a mu ni uspelo. 

### Izgnanstvo
Leta 1165 mu je beg končno uspel. Zatekel se je v Galicijo (Rutenijo) na dvor kneza Jaroslava. Pod njegovo zaščito mu je uspelo skleniti zavezništvo med Jaroslavom in cesarjem Manuelom I. in si povrniti cesarjevo naklonjenost. Z rusko vojsko se je nato pridružil Manuelovi vojski v napadu na Madžarsko in sodeloval pri obleganju Zemuna.
Po uspešnem vojnem pohodu sta se Manuel in Andronik leta 1168 skupaj vrnila v Bizanc. Leto kasneje Andronik ni prisegel zvestobe kralju Béli III. Madžarskemu, katerega je Manuel izbral za svojega naslednika. Odstranili so ga z dvora, kljub temu pa je dobil v upravljanje provinco Kilikijo.
Jezen na cesarja je Andronik pobegnil na dvor kneza Rajmonda Antioškega. Med bivanjem na dvoru je očaral in zapeljal njegovo lepo hčerko Filipo, sestro cesarice Marije. Zaradi te sramote se je cesarjeva jeza ponovno razplamtela in Andronik je moral spet bežati.
Zatekel se je h kralju Amalriku I. Jeruzalemskemu, katerega naklonjenost je užival, in od kralja dobil v fevd Bejrut. V Jeruzalemu je srečal Teodoro Komneno, lepo vdovo kralja Baldvina III. in nečakinjo cesarja Manuela. Čepraj je imel takrat že šestinpetdeset let, je bil še vedno šarmanten in Teodora je postala naslednja žrtev njegovega zapeljevanja. 
Da bi se izognila cesarjevemu maščevanju, sta z Andronikom pobegnila na dvor damaščanskega sultana Nur ad-Dina. Ker se na dvoru nista počutila varna, sta zbežala skozi Perzijo in Turkestan, okoli Kaspijskega jezera in preko Kavkaza in se nazadnje ustavila v Oinajonu na obali Črnega morja med Trabzonom in Sinopom, kjer so imeli Komneni svoje tradicionalne posesti.
Medtem, ko je bil Andronik na vojnem pohodu, je guverner Trabzona napadel njegov grad, ujel Teodoro in njuna otroka in jih poslal v Bizanc. Za njihovo izpustitev se je Andronik na začetku leta 1180 v okovih pojavil pred cesarjem in ga ponižno prosil odpuščanja. Cesar mu je odpustil in Andronik se je s Teodoro umaknil v Oinajon.

### Cesar
Leta 1180 je cesar Manuel umrl. Nasledil ga je desetletni sin Aleksej II. Komnen pod skrbništvom svoje matere, cesarice Marije. Njeno latinsko poreklo in kultura sta pri grških podložnikih naleteli na odpor, ki je kmalu prerasel v državljansko vojno. Vojna je bila za Andronika priložnost, da bi se dokopal do bizantinske krone. Leta 1182 je s svojo vojsko, v kateri so bili tudi muslimanski oddelki, vkorakal v Bizanc. Sledil je pokol latinskih prebivalcev, predvsem beneških trgovcev, ki so popolnoma obvladovali mestno trgovino. V pokolih je umrlo okrog 80.000 »Latincev«. Andronik je nato organiziral zastrupitev Marije Porfirogenete, starejše sestre cesarja Alekseja II., in njenega moža Renierja Montferratskega, čeprav ga je prav ona nagovorila, naj posreduje v državljanski vojni. Kmalu za tem so zaprli in usmrtili tudi cesarico Marijo. Njenega malega sina cesarja so prisilili, da je prav on podpisal njeno smrtno obsodbo. Alekseja II. so nato prisilili, da je priznal Andronika za sovladarja, potem pa so ubili še njega. 
Andronik je postal edini vladar in leta 1183 se je poročil z Agnezo Francosko, zaročenko pokojnega Alekseja II., ki je imela komaj dvanajst let. Agneza je bila hčerka francoskega kralja Ludvika VII. in njegove tretje žene Adele Šampanjske. Novembra 1183 se je Androniku na prestolu kot so-cesar pridružil mlajši sin Ivan Komnen. 
Za Andronikovo kratko vladanje so značilni energični in strogi ukrepi. Odločno je odpravil mnogo zlorab in močno omejil moč fevdalcev, ki so bili tekmeci za njegov prestol. Ostrino njegovih zakonov je občutilo tudi prebivalstvo, ki pa je po drugi strani dobilo nekaj pravic in zaščito pred korumpiranimi oblastniki, ki so se razbohotili med vladanjem Manuela I. 
Ko se je Andronikovo vladanje zaželo iztekati, je postajal vedno bolj paranoičen in nasilen. Septembra 1185 je, na primer, ukazal usmrtitev vseh zapornikov, izgnancev in njihovih družin, ki so bili obtoženi zarotništva. V državi je bilo vedno več nasilja in uporov prebivalstva, kar je nazadnje privedlo do invazije Normanov kralja Viljema Sicilskega. Viljem se je z dvesto ladjami, 80.000 vojaki in 5.000 vitezi izkrcal v Epiru in prodrl vse do Soluna. Mesto je oplenil in brez milosti pobil 7.000 Grkov. Andronik je na hitro zbral pet vojaških oddelkov in poskusil ustaviti prodiranje Normanov proti Bizancu, toda njegova šibka vojska Normanov ni mogla zadržati in se je zato umaknila na okoliške hribe. Andronik je zbral tudi okrog sto ladij, ki naj bi preprečile vdor v Marmarsko morje, a mu tudi to ni uspelo. Vsiljivce je šele leta 1186 dokončno porazil in pregnal njegov naslednik Izak II. Angel.

### Smrt
Izgleda, da se je Andronik nato trdno odločil, da bo iztrebil aristokracijo in malo je manjkalo, da mu to ni uspelo. 11. septembra 1185 je Stefan Hagiokristoforit v Andronikovi odsotnosti poskusil aretirati Izaka Angela, katerega lojalnost je bila vprašljiva. Izak je Stefana ubil in se nato zatekel v baziliko Hagija Sofija. Od tam je pozval prebivalce k uporu, ki se je hitro razširil po celem mestu. Ko se je Andronik vrnil v Bizanc, je ugotovil, da so ga odstavili, saj se je Izak medtem že proglasil za novega cesarja. Odstavljeni cesar je z ženo in ljubico poskusil pobegniti, a so ga ujeli in Izak ga je predal mestni drhali (nekateri viri trdijo, da mu je uspelo pobegniti na Ciper in tam celo ustanoviti svoje kraljestvo). Andronik je bil tri dni izpostavljen besu in sovraštvu prebivalcev. Privezali so ga na drog in ga stalno tepli. Odsekali so mu desno roko, populili zobe in lase, iztaknili eno oko in ga po obrazu polivali z vrelo vodo. Po treh dneh so ga odpeljali na hipodrom in obesili za noge med dva stebra, potem pa sta dva latinska vojaka tekmovala, čigav meč se zadre globlje v njegovo telo. 12. septembra 1185 je umrl in njegovo telo so nato raztrgali. Ko so njegovo smrt izvedeli vojaki njegovega sina in socesarja Ivana, so v Trakiji ubili še njega.
Andronik I. je bil zadnji Komnen, ki je vladal v Bizancu. Njegova vnuka Aleksej in David sta leta 1204 v Trabzonu ustanovila svoje cesarstvo. Njuna dinastična veja je znana kot »Veliki Komneni« (Megaskomnenoi).

## Družina
Andronik I. Komnen je bil dvakrat poročen, poleg žena pa je imel še številne ljubice. S prvo ženo, katere ime ni znano, je imel tri otroke:
- Manuela Komnena, rojenega leta 1145, ki je bil poročen z Rusudano Gruzinsko in je bil oče Alekseja I. (Trapezundskega) in Davida Komnena (Trapezundskega)
- Ivana Komnena, rojenega leta 1159 ali 1160, ki je bil od leta 1183 do 1185 očetov so-cesar; ubit je bil kmalu po očetovi smrti leta 1185
- Marijo Komneno

Z ljubico Teodoro Komneno je imel dva otroka:
- Alekseja Komnena, ki je bil baje prednik gruzinske plemiške družine Andronikašvili
- Ireno Komneno, ki je bila kratek čas poročena z Aleksejem Komnenom, sinom cesarja Manuela I. Komnena in Teodore Batacine

## Andronik v leposlovju
Andronik naj bi bil oseba iz romana Against the Fall of Night, ki ga je napisal Michael Arnold (Garden City, NY, Doubleday, 1975). Andronik je tudi ena glavnih oseb v zgodovinskem romanu Agneza Francoska, ki ga je leta 1980 napisal grški pisatelj Kostas Kyriazis. Roman opisuje dogodke med vladanjem Manuela I., Alekseja II. In Andronika I. kot jih je videla Agneza. Roman se konča z Andronikovo smrtjo. Andronik je upodobljen tudi v romanu Baudolino Umberta Eca, v katerem je mnogo podrobnosti o njegovem strašnem koncu. 